# Meaza Ashenafi

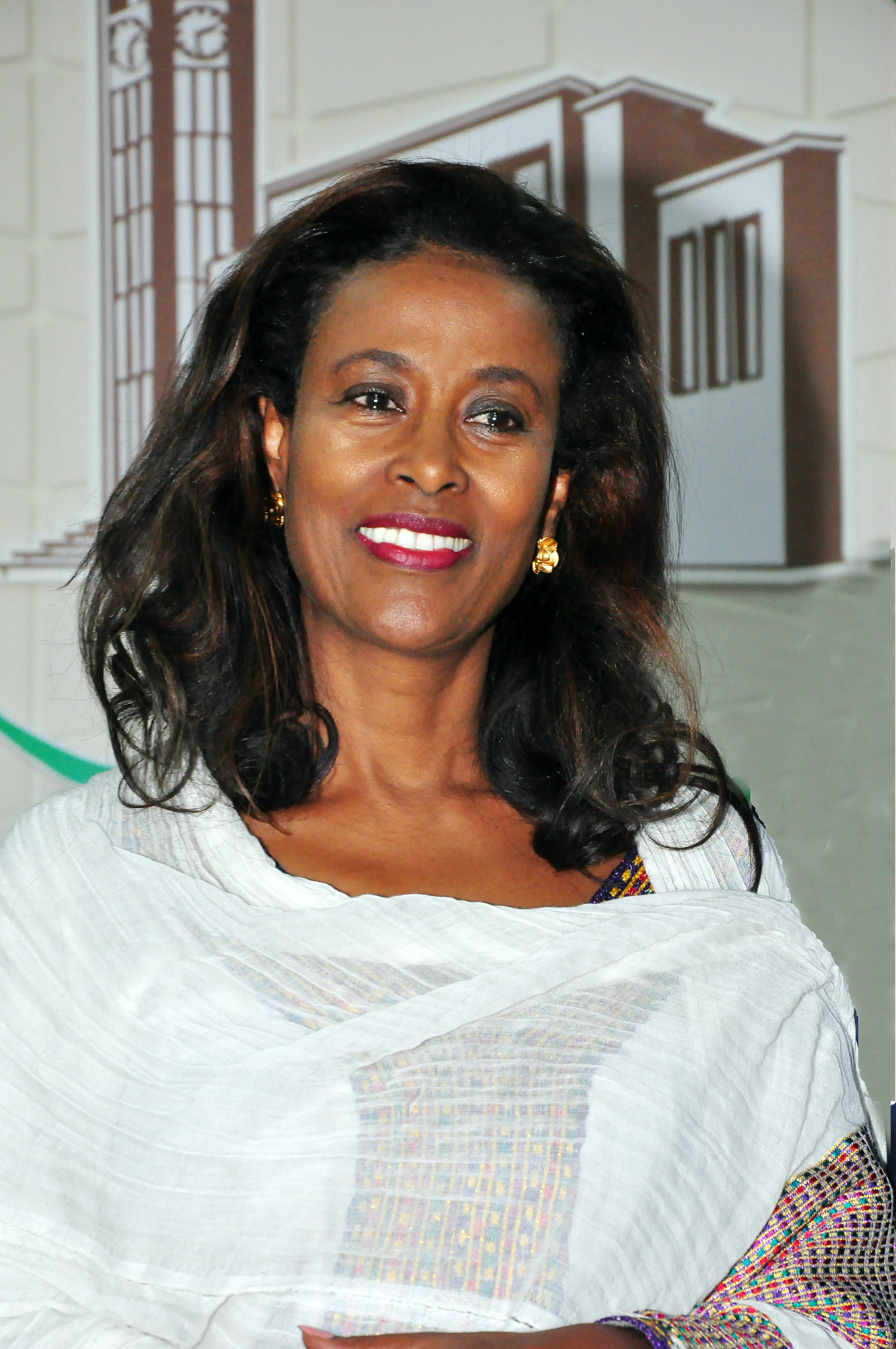
Meaza Ashenafi (2018)

Meaza Ashenafi (amharisch መዓዛ አሸናፊ; * 25. Juli 1964 in Asosa, Region Benishangul-Gumuz, Äthiopien) ist eine äthiopische Juristin und Frauenrechtlerin. Sie war von 2018 bis 2023 Präsidentin des Obersten Bundesgerichts von Äthiopien.
Sie ist Mitbegründerin der Ethiopian Woman Lawyers Association, die sie von 1995 bis 2004 leitete, und eine der Gründerinnen der Enat-Bank. Von 2012 bis 2018 war sie Beraterin für Frauen- und Menschenrechte bei der UN-Wirtschaftskommission für Afrika (UNECA). Meaza war die erste Frau an der Spitze des Obersten Gerichtshofs ihres Landes.

## Leben und Wirken
Meaza Ashenafi wuchs in Asosa im äußersten Westen Äthiopiens, an der Grenze zum Sudan, mit vier Brüdern und vier Schwestern auf. Ihr Vater arbeitete im öffentlichen Dienst und stieg zum Bürgermeister von Asosa auf. Ihre Mutter Askalech Tegegne stammte aus einer Familie äthiopisch-orthodoxer Geistlicher. Sie besuchte die Assosa Elementary School, wo sie ein Jahr früher als üblich eingeschult wurde, und die Assosa High School, wo sie eine Klasse übersprang. Folglich konnte sie bereits 1981, mit 17 Jahren, ein Studium an der Universität Addis Abeba aufnehmen. Sie schrieb sich an der Juristischen Fakultät ein, als einzige Frau ihres Jahrgangs neben fünfzig männlichen Kommilitonen, und schloss 1986 mit dem Bachelor of Laws (LL.B.) ab.
Da das Derg-Regime bestrebt war, ältere Richter durch neu ausgebildete Juristen zu ersetzen, wurde sie mit 25 Jahren zur Richterin am High Court ernannt, wo sie von 1989 bis 1992 Strafverfahren verhandelte. Meaza arbeitete ab 1993 im Ausschuss für Menschenrechte an der äthiopischen Verfassung mit, die das Land 1995 nach Jahren der Monarchie, der kommunistischen Herrschaft und des anschließenden Bürgerkriegs bekam. Durch diese Verfassung sind Frauen seither in Äthiopien gesetzlich gleichgestellt. Im Rahmen dieser Tätigkeit konnte Meaza nach Den Haag reisen, wo sie sich auf dem Gebiet der Menschenrechte weiterbildete und Juristinnen aus anderen afrikanischen Ländern kennenlernte.

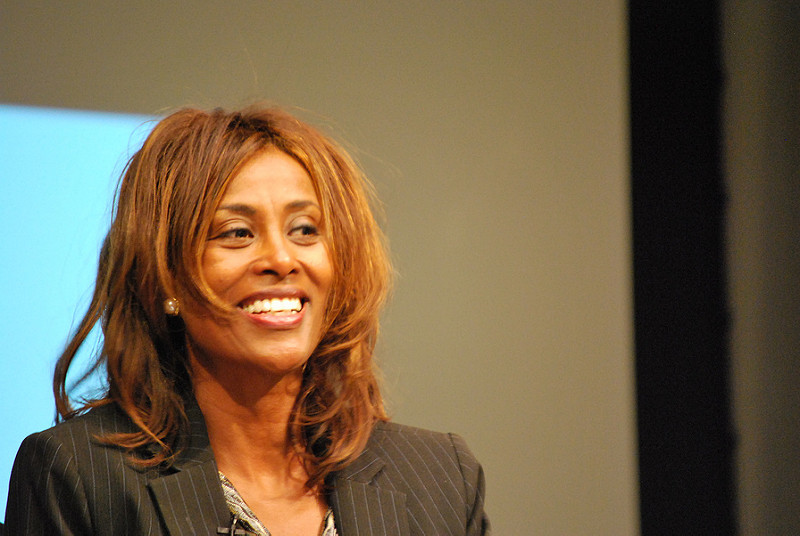
Meaza Ashenafi hält einen Vortrag (2018)

Mit Kolleginnen gründete sie 1995 die äthiopische Juristinnenvereinigung Ethiopian Women Lawyers Association (EWLA), die Meaza bis 2004 als erste Geschäftsführerin leitete. Die EWLA baute ein Rechtshilfezentrum für arme Frauen in Addis Abeba und sechs regionale Zentren auf sowie 60 Außenstellen mit freiwilligen Rechtsassistentinnen. Es unterstützte Frauen in Musterverfahren und erstritt Präzedenzurteile zu Fragen wie Kindesentziehung und Gewalt in der Ehe. Im Jahr 1997 vertrat Meaza als Anwältin ein Mädchen, das in Notwehr ihren Entführer getötet hatte, der sie zur Ehe zwingen wollte. Sie gewann das Verfahren und konnte damit die Praxis der Zwangsehe und Brautentführung infrage stellen.
Das EWLA setzte sich für Änderungen im äthiopischen Familien-, Arbeits-, Renten- und Staatsangehörigkeitsrecht ein, insbesondere aber im Strafrecht, wo es die Strafbarkeit von häuslicher Gewalt und Verstümmelung weiblicher Genitalien erwirkte. Für die Parlamentswahlen in Äthiopien 2000 unterstützte Meaza mit der EWLA 30 Frauen bei der Kandidatur für einen Sitz im Parlament. Obwohl bei dieser Wahl keine der Frauen einen Sitz erlangte, brachte deren Kandidatur Aufmerksamkeit für Themen der Gleichberechtigung und der Partizipation. The Hunger Project zeichnete Meaza 2003 mit dem Africa Price for Leadership aus. 2005 wurde sie für den Friedensnobelpreis nominiert.
Unterstützt durch einen UNESCO-Lehrstuhl (UNESCO’s Chair of Human Rights) absolvierte Meaza Ashenafi 2005 ein Aufbaustudium an der University of Connecticut, wo sie mit einem Master of Arts in Internationale Beziehungen und einem Diplom in Gender Studies abschloss. In ihrer Masterarbeit bearbeitete sie 2006 das Thema „Frauen als öffentliche Entscheidungsträgerinnen“.
Im Juli 2011 war Meaza Mitgründerin der Enat-Bank. Von 7000 Teilhabern sind 64 % Frauen. Fokus der Bank sind Kredite an Unternehmerinnen in Entwicklungsländern. Meaza hatte den Vorsitz im Board of Directors dieser Bank. Von 2011 bis 2018 war sie für die United Nations Economic Commission for Africa (UNECA; UN-Wirtschaftskommission für Afrika) tätig, ab 2012 als Beraterin für Menschenrechte von Frauen in der Abteilung für Gender- und sozialpolitische Entwicklung.

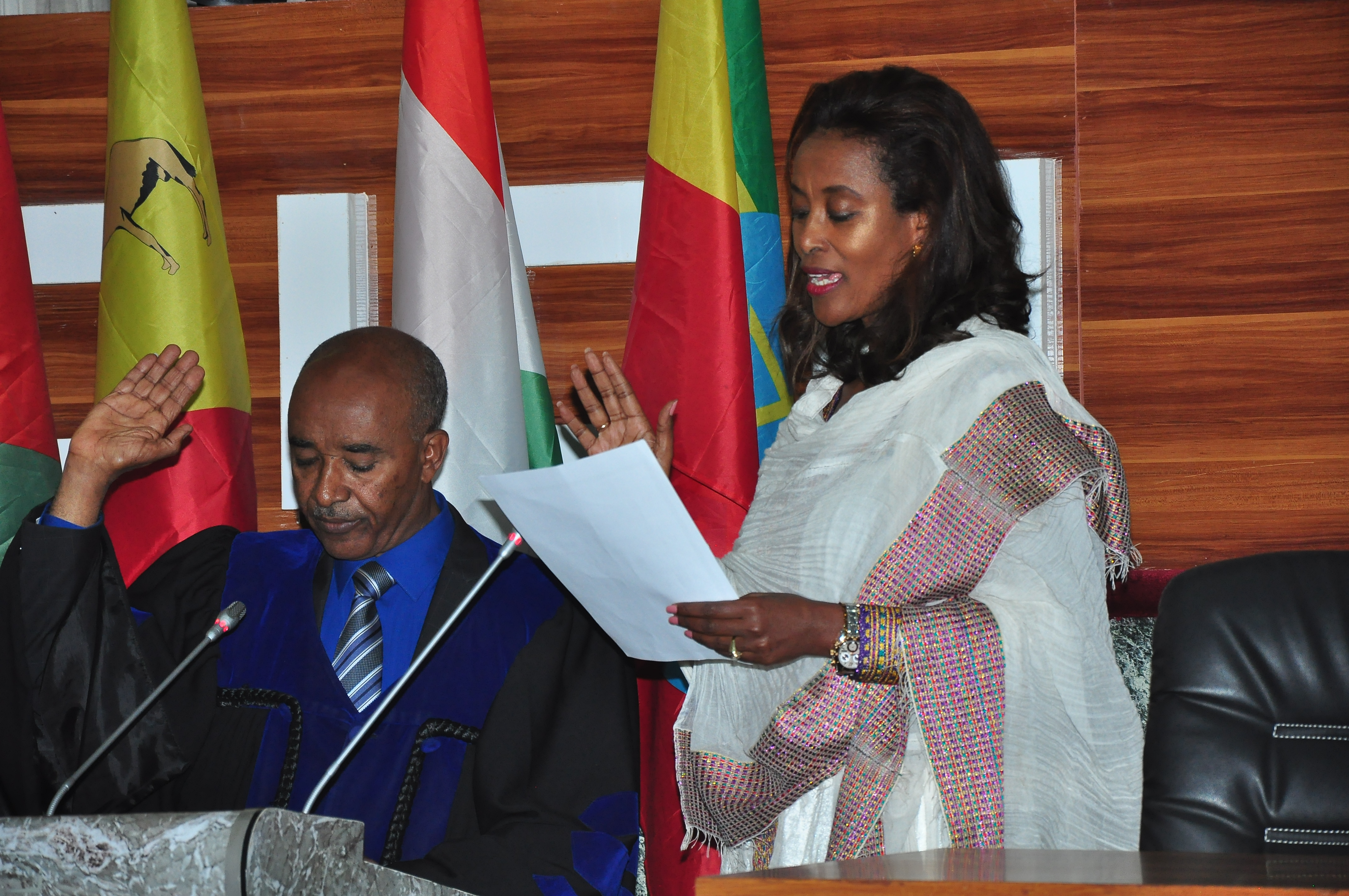
Meaza Ashenafi leistet ihren Amtseid als Präsidentin des obersten Gerichts

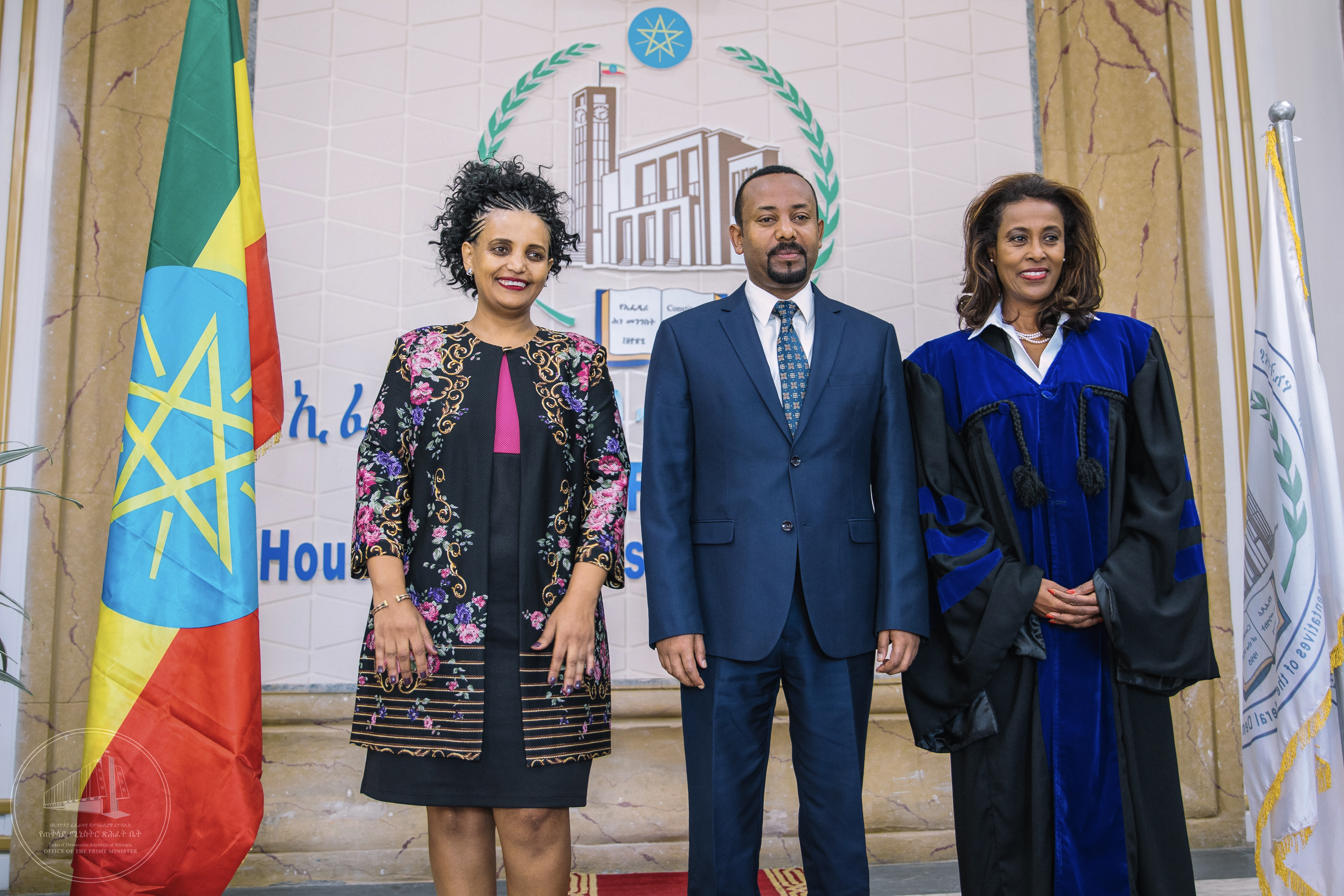
Meaza (rechts) mit der Vorsitzenden der Wahlkommission Birtukan Mideksa (links) und Ministerpräsident Abiy Ahmed, November 2018

Auf Vorschlag des neugewählten Ministerpräsidenten Abiy Ahmed wählte das Volksrepräsentantenhaus Äthiopiens Meaza Ashenafi im November 2018 zur Präsidentin des Obersten Bundesgerichts (Federal Supreme Court). Sie war die erste Frau in diesem Amt. Unter ihrer Präsidentschaft wurden allein 2019 sechs weitere Frauen an das oberste Gericht ernannt. Am 17. Januar 2023 erklärte sie, ebenso ihr Stellvertreter Solomon Areda Waktolla, in einem Brief an das Volksrepräsentantenhaus ohne Angabe von Gründen ihren Rücktritt. Das äthiopische Parlament vereidigte daraufhin Tewdros Mihret, Professor an der Universität Addis Abeba, sowie den Bundesrichter Abeba Embiale als ihre Nachfolger.
Meaza Ashenafi ist mit dem Physikprofessor Araya Asfaw verheiratet, mit dem sie zwei Töchter hat.

## Ehrungen
- 2003 Africa Prize for Leadership by the Hunger Project, Sitz in New York, USA[2]

## Medien
- 2015: Das Mädchen Hirut (Difret) – der Film von Zeresenay Mehari thematisiert Meazas Rolle als Verteidigerin eines 14-jährigen Mädchens, das in Notwehr seinen Entführer und Vergewaltiger erschoss. Sie wird in dem Film von Meron Getnet verkörpert.[6]